# تپه کیوره
تپه کیوره در شهرستان بروجرد، بخش مرکزی، روستای کیوره واقع شده و این اثر در تاریخ ۲۵ اسفند ۱۳۸۰ با شمارهٔ ثبت ۵۰۵۹ به‌عنوان یکی از آثار ملی ایران به ثبت رسیده است.